# Осельтамивир
Осельтамиви́р (озельтамивир, oseltamivir), осельтамиви́ра фосфа́т — противовирусный препарат, относится к группе ингибиторов нейраминидазы. Методами доказательной медицины клиническая эффективность осельтамивира не показана.
Многие медицинские организации рекомендуют осельтамивир людям, имеющим осложнения или подверженным высокому риску осложнений в течение 48 часов с момента появления первых симптомов инфекции. Они рекомендуют этот препарат для предотвращения заражения людей из группы высокого риска, но не населения в целом. Центры по контролю за заболеваниями США (CDC) рекомендуют клиницистам по своему усмотрению лечить пациентов с более низким риском, которые поступают в течение 48 часов с момента появления первых симптомов инфекции. Осельтамивир принимают в виде таблеток или водной суспензии для приёма внутрь.
Рекомендации в отношении осельтамивира противоречивы, как и критика рекомендаций. В кокрановском обзоре 2014 года сделан вывод о том, что осельтамивир не снижает количество госпитализаций и что нет доказательств уменьшения осложнений от гриппа при приёме данного препарата. В двух метаанализах авторы пришли к выводу, что польза от осельтамивира при профилактике гриппа для здоровых людей не перевешивает потенциальные риски его применения. Там же было показано, что существует мало доказательств влияния терапии на основе данного препарата на риск госпитализации или смерти при гриппе в группах высокого риска. В другом метаанализе было показано, что осельтамивир эффективен при профилактике и лечении гриппа в домашних условиях, однако там же отмечается, что за пределами домашних условий доказательная база эффективности применения препарата сильно ограничена, и «не было обнаружено данных, которые прямо подтверждают влияние на передачу инфекции в сообществе людей, как это предусмотрено Протоколом ВОЗ».
Общие побочные эффекты от приёма осельтамивира включают в себя тошноту, рвоту, диарею, головную боль и проблемы со сном. Другие побочные эффекты могут включать в себя возможность развития психических расстройств и судорог. В США препарат рекомендован при гриппе во время беременности. Небольшое количество беременных принимали его без признаков наступления побочных эффектов. У пациентов с проблемами почек может потребоваться корректировка дозировки.

## Описание
Осельтамивира фосфат — предшественник осельтамивира карбоксилата, который является ингибитором нейраминидазы. Карбоксилат образуется в организме из фосфата под действием пищеварительных ферментов. В экспериментах in vitro было выявлено, что осельтамивира карбоксилат связывается с нейраминидазой на поверхности капсидов вирусов гриппа типов A и B. Поскольку нейраминидаза используется вирионами гриппа для выхода из клетки, осельтамивир, как и другие ингибиторы нейраминидазы, должен предотвращать распространение вируса в организме.

## Применение в медицине

### Грипп
Осельтамивир, как и функционально и структурно схожий занамивир, имеет небольшое неспецифическое действие, сокращая время наступления облегчения симптомов гриппа у взрослых, но не у детей-астматиков. Использование данного препарата в качестве профилактики снижает риск развития симптоматического гриппа. Оценка эффективности лечения осельтамивиром сильно осложнена ввиду того, что на сегодняшний день отсутствуют его диагностические критерии. Использование осельтамивира увеличивает риск возникновения побочных эффектов, таких как тошнота, рвота, психические расстройства и нарушения работы почек у взрослых и рвота у детей. Более высокая токсичность осельтамивира может объясняться более высокой биодоступностью по сравнению с занамивиром. При принятии решения об использовании данных препаратов для профилактики или лечения гриппа следует учитывать баланс между потенциальными пользой и вредом. Кроме того, механизм размножения вирусов гриппа, предложенный производителями, не соответствует клиническим данным.
Осельтамивир, по-видимому, имеет некоторую эффективность в сокращении продолжительности заболевания гриппом у детей. Однако данный анализ был ограничен небольшими размерами выборки, в связи с чем невозможно объединить данные из разных исследований. Кроме того, включение данных только из опубликованных испытаний могло привести к значительной систематической ошибке в публикациях. Согласно опубликованным данным испытаний, осельтамивир снижает частоту возникновения осложнений гриппа в виде острого среднего отита у детей в возрасте от одного до пяти лет, но также значительно повышает риск возникновения рвоты. Одно исследование продемонстрировало, что октаноат ланинамивира более эффективен, чем осельтамивир, в сокращении продолжительности заболевания у детей с устойчивым к осельтамивиру гриппом A/H1N1. Преимущество применения осельтамивира в профилактике гриппа в домашних условиях невелико и основано на слабых доказательствах. Клиническая эффективность ингибиторов нейраминидазы у детей из группы риска всё ещё остаётся неопределённой. Поэтому необходимы более масштабные высококачественные исследования с достаточным уровнем доказательности, чтобы определить эффективность ингибиторов нейраминидазы в предотвращении серьёзных осложнений гриппа, таких как пневмония или госпитализация, особенно в группах риска.

## Физические свойства
Вещество представляет собой порошок белого или желтоватого цвета, плохо растворимый в воде. В любой лекарственной форме применяется материал носитель — модифицированный крахмал (таблетки) или сорбитол (порошок для приготовления суспензий).

## Фармакологические свойства

### Фармакодинамика
Осельтамивира фосфат представляет собой соединение-предшественник действующего вещества. В результате метаболизма осельтамивира фосфат превращается в осельтамивира карбоксилат, который уже является активным действующим веществом.
Осельтамивира карбоксилат является ингибитором нейраминидазы вирусов гриппа типов A и B.

### Фармакокинетика
Всасывается через ЖКТ, метаболизируется в основном в печени, а также в кишечнике с образованием осельтамивира карбоксилата, который определяется в крови через 30 минут после перорального приёма. Максимальная концентрация активного метаболита достигается через 2—3 часа. Осельтамивира карбоксилат далее не метаболизируется, выводится преимущественно почками, до 20 % — через кишечник.
Биодоступность препарата составляет около 80 %. Период полувыведения 10—12 часов.

## Сведения об эффективности и безопасности

### Оценки эффективности
По данным Всемирной организации здравоохранения и Центра по контролю за заболеваниями США (CDC), опубликованным осенью 2009 года, результаты тестов на вирусах гриппа A/H1N1 (Калифорния, апрель 2009 года), полученных от пациентов из Мексики и США, было показано, что новые вирусы чувствительны к ингибиторам нейраминидазы (осельтамивир и занамивир), но резистентны к другому классу — адамантанам (амантадин, римантадин).
На официальном сайте производителя препарата Тамифлю сообщается, что эффективность препарата не установлена при лечении гриппа у пациентов с хроническими сердечными и/или респираторными заболеваниями.
Опубликованные к 2009 году исследования показывают, что осельтамивир уменьшает продолжительность симптомов гриппа у здоровых пациентов (то есть у пациентов без других сопутствующих заболеваний) в среднем на 0,5 дня и на 0,74 дня у пациентов из группы риска, если лечение начато в первые часы после контакта с больным.
Нет достоверных сведений о том, влияет ли приём осельтамивира на частоту осложнений, например риск госпитализации или пневмонии.
В декабре 2010 года Всемирная организация здравоохранения сообщила о 314 образцах гриппа А/H1N1, полученных в 2009, которые устойчивы к осельтамивиру.
Среди циркулирующих вирусов гриппа выявлены штаммы, устойчивые к осельтамивиру, в том числе у людей, не лечившихся данным препаратом.
Методами доказательной медицины клиническая эффективность осельтамивира как противовирусного препарата не подтверждена. Специфичный для вируса гриппа механизм действия, указанный производителем, не соответствует клиническим исследованиям. Заявления о способности осельтамивира прерывать передачу вируса от человека к человеку и уменьшать осложнения гриппа не подтверждаются имеющимися данными. Согласно проведённым клиническим исследованиям, осельтамивира карбоксилат может уменьшать симптомы гриппа, не воздействуя на сам вирус.
FDA отмечала, что компания Roche, производящая препарат Тамифлю, необоснованно утверждает, что препарат снижает тяжесть и частоту рецидивов гриппа, и писала в своём опровержении: «Не было доказано, что Тамифлю предотвращает потенциальные последствия (госпитализацию, смерть или экономические осложнения), связанные с сезонным, птичьим или пандемическим гриппом».

### Возможные побочные эффекты
- Тошнота, рвота, бессонница, головокружение, диарея, вялость, головные боли, боль в горле, кашель, боль в животе[33]. Также применение осельтамивира было связано с почечными и психиатрическими событиями[2].
- Данные постмаркетинговых исследований препарата 2006 года (преимущественно полученные в Японии) свидетельствуют о высоком риске, в особенности у детей, развития нарушений сознания (психотические реакции, делирий). В связи с этим Управление по контролю за пищевыми продуктами и лекарственными препаратами США (FDA) и компания-производитель препарата (Roche Laboratories, Inc.) проинформировали работников здравоохранения о внесении изменений в аннотацию к препарату[34].

## История
Осельтамивир создан в биотехнологической компании Gilead Sciences, Inc., синтезирован из шикимовой кислоты.
FDA в 1999 году одобрила применение Тамифлю (осельтамивира фосфата) при лечении гриппа у взрослых в первые два дня заболевания, позднее FDA описала эффективность препарата в целом как «скромную».
В 2009 году осельтамивир был рекомендован ВОЗ для лечения гриппа.
В 2016 году авторы кокрановской группы острых респираторных инфекций (англ. Acute Respiratory Infections Cochrane Review Group) направили в ВОЗ запрос об исключении осельтамивира из перечня лекарств, рекомендованных для лечения гриппа (англ. WHO Model Lists of Essential Medicines).

## Критика
В 2006 и 2014 году подвергались критике массовые закупки препарата отдельными странами, производившиеся в 2005 году Великобританией, Канадой, Израилем, США и Австралией для профилактики и лечения «птичьего гриппа» (A/H5N1), а также производившиеся странами Европы и США при подготовке к эпидемии гриппа в 2009 году. На закупки были потрачены миллиарды долларов и евро.
Организация «Кокрановское сотрудничество» с 2009 года предпринимала попытки получить у Roche (производителя осельтамивира) полные протоколы клинических исследований. В 2014 году группа «Acute Respiratory Infections Group» сотрудничества опубликовала метаанализ, в котором пришла к выводу о невысокой эффективности осельтамивира и занамивира в сокращении длительности симптомов гриппа у взрослых,и отметила снижение риска проявлений симптомов простуды при профилактическом использовании. Применение осельтамивира увеличивает риски наступления побочных эффектов у взрослых и детей. Также отмечалось, что предполагаемый производителями механизм специфичного взаимодействия с вирусом гриппа не подтверждается клиническими исследованиями.
Публикации Cochrane вызвали несогласие у производителя Тамифлю, компании Roche.
Один из основателей «Кокрановского сотрудничества», автор многочисленных систематических обзоров клинических испытаний Петер Гётше обвинил компанию Roche в сокрытии большей части данных её клинических испытаний действия осельтамивира. Гётше указывал, что в самом лучшем случае осельтамивир уменьшает продолжительность гриппа на 21 час, чего можно добиться и с помощью куда более дешёвых препаратов, таких как аспирин и парацетамол, и что компания скрывала информацию о тяжёлых побочных действиях препарата «настолько глубоко, что исследователи из Кокрейновского Сотрудничества не имели возможности сообщить о них в своём кокрейновском обзоре». Он также отмечает, что группа авторов из компании Roche утверждала в своём исследовании, будто у крыс и мышей, которым вводили очень высокие дозы осельтамивира, не наблюдалось никаких серьёзных побочных действий, хотя, по данным японской дочерней компании Roche, точно такие же дозы этого препарата убили более половины животных.

## Патент
Патенты, охватывающие изобретение осельтамивира, принадлежат биофармацевтической калифорнийской компании Gilead Sciences (например, патент США № 5763483 оформлен в 1996 году и действовал до 2016 года). Права на дальнейшее развитие и производство препарата компания Gilead передала компании Roche в 1996 году.

## Документы
- Реестровая запись ФС-001928 : Осельтамивира фосфат // Государственный реестр лекарственных средств. — Минздрав РФ, 2019. — 9 августа.
- Регистрационное удостоверение ЛП-005211 : Осельтамивир // Государственный реестр лекарственных средств. — Минздрав РФ, 2018. — 3 декабря.
- Грядунова, П. Е. Инструкция по медицинскому применению лекарственного препарата Осельтамивир : ЛП-005211-031218 / ООО «Озон Фарм». — Министерство здравоохранения Российской Федерации, 2018. — 3 декабря. — 24 с.
- Инструкция по медицинскому применению лекарственного препарата Тамифлю® : Регистрационный номер П N012090/01-070819. — Версия 7. — Швейцария : Ф. Хоффманн—Ля Рош Лтд., 2019. — 7 августа. — 29 с.